# Fouillouse (Hautes-Alpes)
Pour les articles homonymes, voir Fouillouse.
Fouillouse est une commune française située dans le département des Hautes-Alpes en région Provence-Alpes-Côte d'Azur.

## Géographie

### Situation

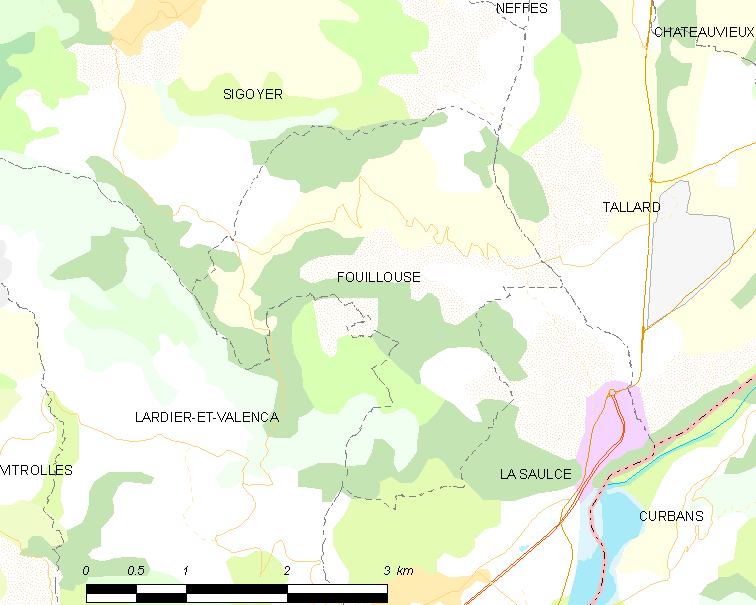
Cliquer sur la carte pour l'agrandir.

La commune de Fouillouse est située à 15 kilomètres au sud-sud-ouest de Gap dans une zone de collines fortement échancrées bordant le flanc est du massif du Bochaine et dominant la vallée de la Durance à la hauteur de Tallard. Le terrain est principalement constitué de marnes et d'alluvions, qui donnent des sols pauvres et fortement soumis à l'érosion. La commune traversée par plusieurs petits affluents du Baudon, torrent qui la borde au nord et à l'est, ces cours d'eau actifs accentuant les irrégularités du relief.
La commune se divise naturellement en deux parties inégales : l'essentiel des habitations et des terrains exploités se trouve au nord, traversé par la route qui monte de la plaine et se poursuit vers l'ouest, cet ensemble formant une sorte de trapèze de 3 kilomètres de large sur 2 de haut ; au sud une zone plus sauvage de même hauteur, large seulement d'un kilomètre.
Le village, situé dans la zone nord, est établi sur un promontoire qui domine la plaine de Tallard. Les constructions récentes ont tendance à descendre un peu, voire à s'installer au pied de la pente (lieudit Pré-Bonnet), pour être moins exposées au vent.

### Relief

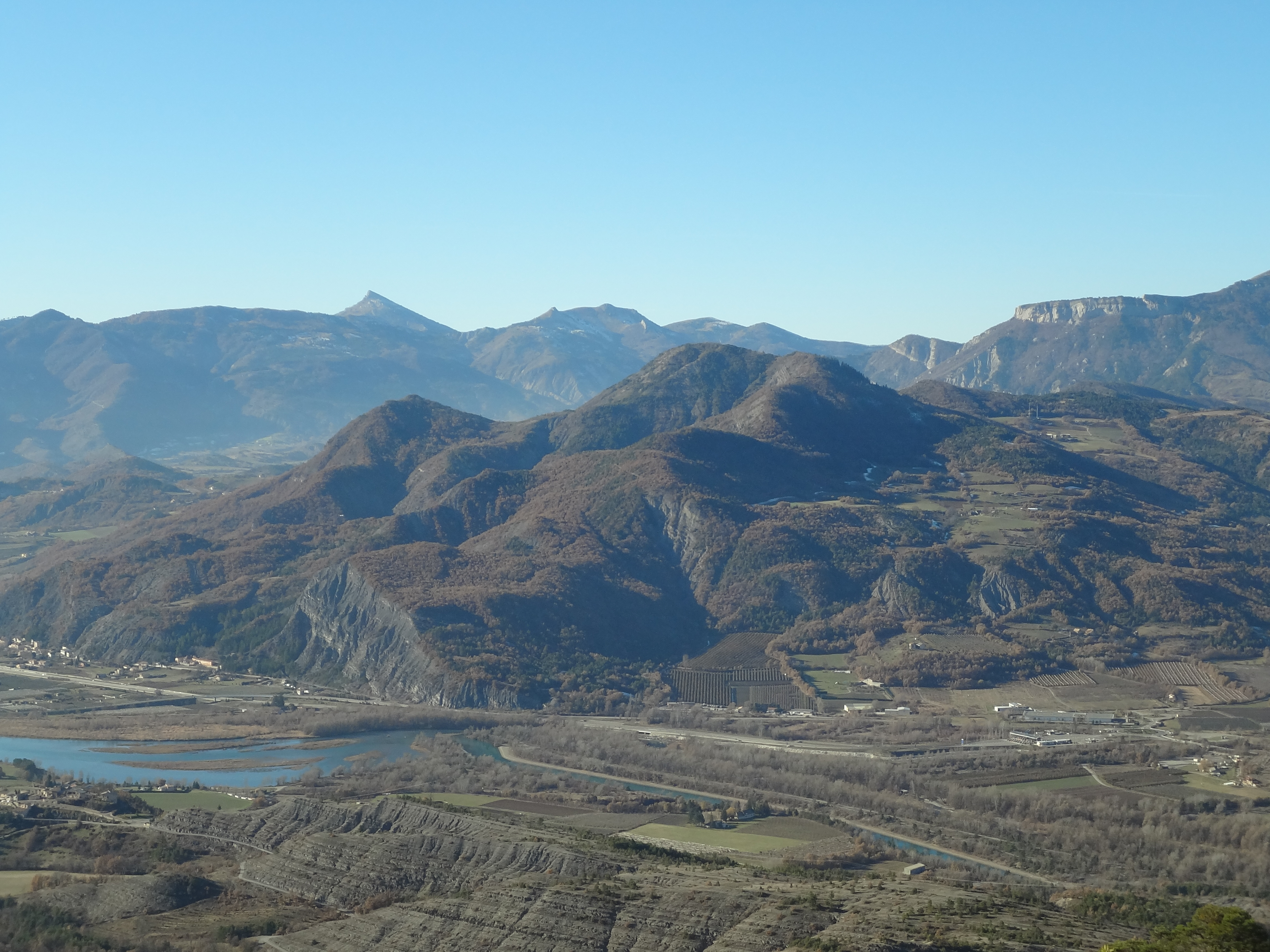
Collines : la plus haute, au centre, est le Serre Soleille, à Fouillouse, à 1193 m. Une partie de ces collines appartiennent à La Saulce.

### Climat
Pour des articles plus généraux, voir Climat de Provence-Alpes-Côte d'Azur et Climat des Hautes-Alpes.
En 2010, le climat de la commune est de type climat méditerranéen altéré, selon une étude du Centre national de la recherche scientifique s'appuyant sur une série de données couvrant la période 1971-2000. En 2020, Météo-France publie la typologie des climats de la France métropolitaine dans laquelle la commune est exposée à un climat de montagne ou de marges de montagne et est dans la région climatique Alpes du sud, caractérisée par une pluviométrie annuelle de 850 à 1 000 mm, minimale en été.
Pour la période 1971-2000, la température annuelle moyenne est de 10,4 °C, avec une amplitude thermique annuelle de 18,1 °C. Le cumul annuel moyen de précipitations est de 964 mm, avec 7,7 jours de précipitations en janvier et 5,5 jours en juillet. Pour la période 1991-2020, la température moyenne annuelle observée sur la station météorologique de Météo-France la plus proche, « Tallard », sur la commune de Tallard à 4 km à vol d'oiseau, est de 11,3 °C et le cumul annuel moyen de précipitations est de 766,0 mm. 
La température maximale relevée sur cette station est de 40 °C, atteinte le 28 juin 2019 ; la température minimale est de −20,5 °C, atteinte le 13 janvier 1987,,.
Les paramètres climatiques de la commune ont été estimés pour le milieu du siècle (2041-2070) selon différents scénarios d'émission de gaz à effet de serre à partir des nouvelles projections climatiques de référence DRIAS-2020. Ils sont consultables sur un site dédié publié par Météo-France en novembre 2022.

## Urbanisme

### Typologie
Au 1er janvier 2024, Fouillouse est catégorisée commune rurale à habitat dispersé, selon la nouvelle grille communale de densité à 7 niveaux définie par l'Insee en 2022.
Elle est située hors unité urbaine. Par ailleurs la commune fait partie de l'aire d'attraction de Gap, dont elle est une commune de la couronne,. Cette aire, qui regroupe 73 communes, est catégorisée dans les aires de 50 000 à moins de 200 000 habitants,.

### Occupation des sols
L'occupation des sols de la commune, telle qu'elle ressort de la base de données européenne d’occupation biophysique des sols Corine Land Cover (CLC), est marquée par l'importance des territoires agricoles (55,4 % en 2018), une proportion identique à celle de 1990 (55,4 %). La répartition détaillée en 2018 est la suivante :
forêts (38,5 %), terres arables (25,5 %), zones agricoles hétérogènes (16,9 %), prairies (13 %), espaces ouverts, sans ou avec peu de végétation (3,5 %), milieux à végétation arbustive et/ou herbacée (2,7 %).
L'évolution de l’occupation des sols de la commune et de ses infrastructures peut être observée sur les différentes représentations cartographiques du territoire : la carte de Cassini (XVIIIe siècle), la carte d'état-major (1820-1866) et les cartes ou photos aériennes de l'IGN pour la période actuelle (1950 à aujourd'hui).

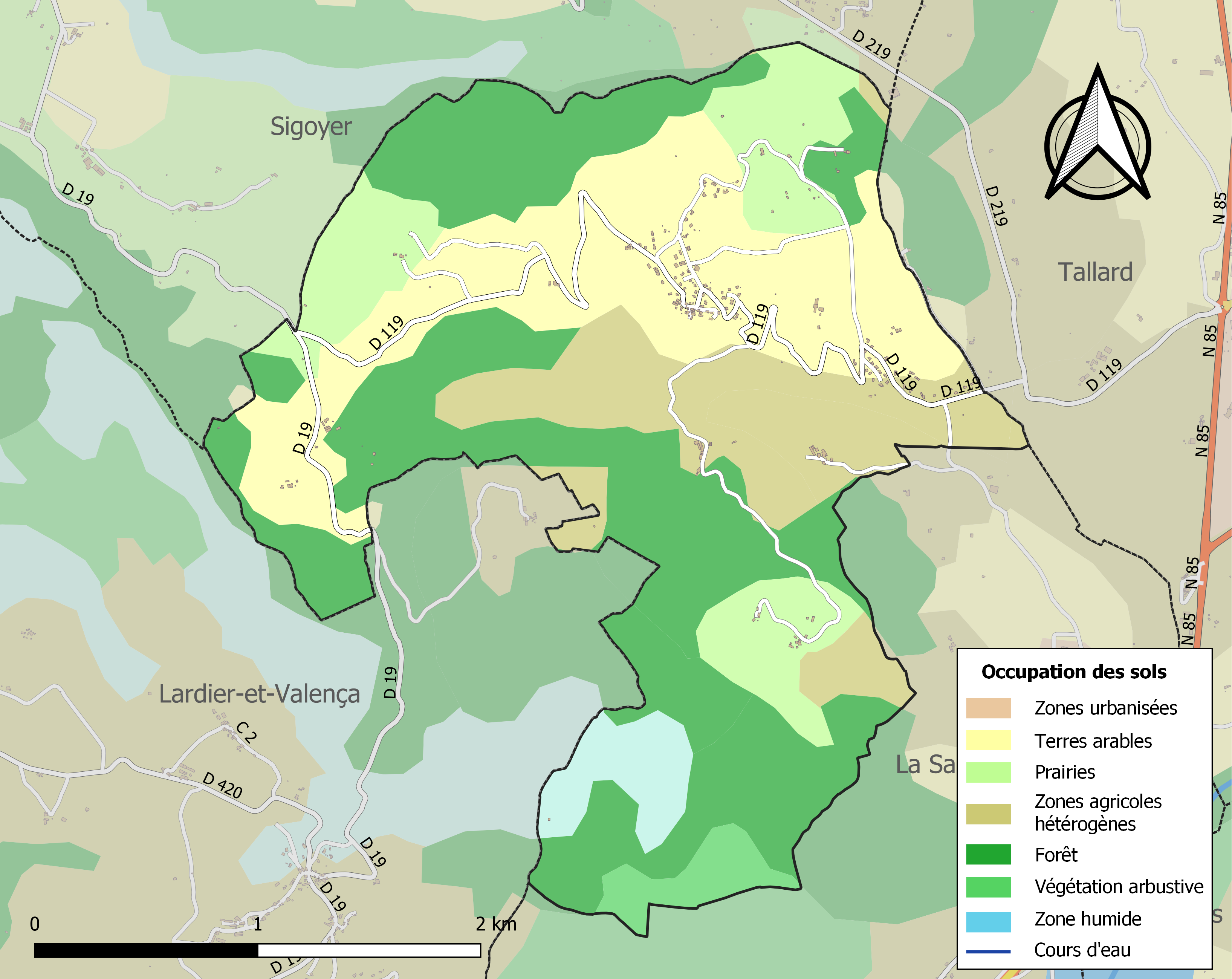
Carte de l'occupation des sols de la commune en 2018 (CLC).

## Toponymie
Le nom de la localité est attesté sous la forme de Foulhouse en 1493, de Fulhosa en 1497.
Folhosas en occitan haut-alpin.
Fulhosa décrirait, en franco-provençal, un espace dont le couvert végétal serait principalement formé de feuillus.

## Politique et administration

### Liste des maires
| Période                                  | Période   | Identité       | Étiquette | Qualité                       |
| ---------------------------------------- | --------- | -------------- | --------- | ----------------------------- |
| Les données manquantes sont à compléter. |           |                |           |                               |
| mars 2001                                | mars 2008 | Alain Jaume    |           |                               |
| mars 2008                                | mars 2014 | André Bontemps |           |                               |
| avril 2014                               | En cours  | Serge Ayache,  |           | Ancien agriculteur exploitant |

### Intercommunalité
Fouillouse fait partie :
- de 1992 à 2016, de la communauté de communes de Tallard-Barcillonnette ;
- à partir du 1er janvier 2017, de la communauté d'agglomération Gap-Tallard-Durance.

## Démographie
L'évolution du nombre d'habitants est connue à travers les recensements de la population effectués dans la commune depuis 1793. Pour les communes de moins de 10 000 habitants, une enquête de recensement portant sur toute la population est réalisée tous les cinq ans, les populations de référence des années intermédiaires étant quant à elles estimées par interpolation ou extrapolation. Pour la commune, le premier recensement exhaustif entrant dans le cadre du nouveau dispositif a été réalisé en 2005.

En 2022, la commune comptait 274 habitants, en évolution de +13,69 % par rapport à 2016 (Hautes-Alpes : +0,4 %, France hors Mayotte : +2,11 %).
| 1793 | 1800 | 1806 | 1821 | 1831 | 1836 | 1841 | 1846 | 1851 |
| ---- | ---- | ---- | ---- | ---- | ---- | ---- | ---- | ---- |
| 57   | 56   | 54   | 57   | 239  | 237  | 219  | 206  | 215  |

| 1856 | 1861 | 1866 | 1872 | 1876 | 1881 | 1886 | 1891 | 1896 |
| ---- | ---- | ---- | ---- | ---- | ---- | ---- | ---- | ---- |
| 222  | 205  | 221  | 196  | 185  | 184  | 203  | 181  | 173  |

| 1901 | 1906 | 1911 | 1921 | 1926 | 1931 | 1936 | 1946 | 1954 |
| ---- | ---- | ---- | ---- | ---- | ---- | ---- | ---- | ---- |
| 152  | 155  | 156  | 134  | 132  | 125  | 122  | 99   | 80   |

| 1962 | 1968 | 1975 | 1982 | 1990 | 1999 | 2006 | 2010 | 2015 |
| ---- | ---- | ---- | ---- | ---- | ---- | ---- | ---- | ---- |
| 92   | 87   | 87   | 95   | 124  | 138  | 170  | 198  | 236  |

| 2020 | 2022 | - | - | - | - | - | - | - |
| ---- | ---- | - | - | - | - | - | - | - |
| 261  | 274  | - | - | - | - | - | - | - |

## Culture locale et patrimoine

### Lieux et monuments
- Église Saint-Martin (XIXe siècle)[20], isolée en haut du village.
- Chapelle des Tournoux de Fouillouse.
- Point de vue sur la montagne de Céüze et sur la plaine de Tallard (table d'orientation, au village même).

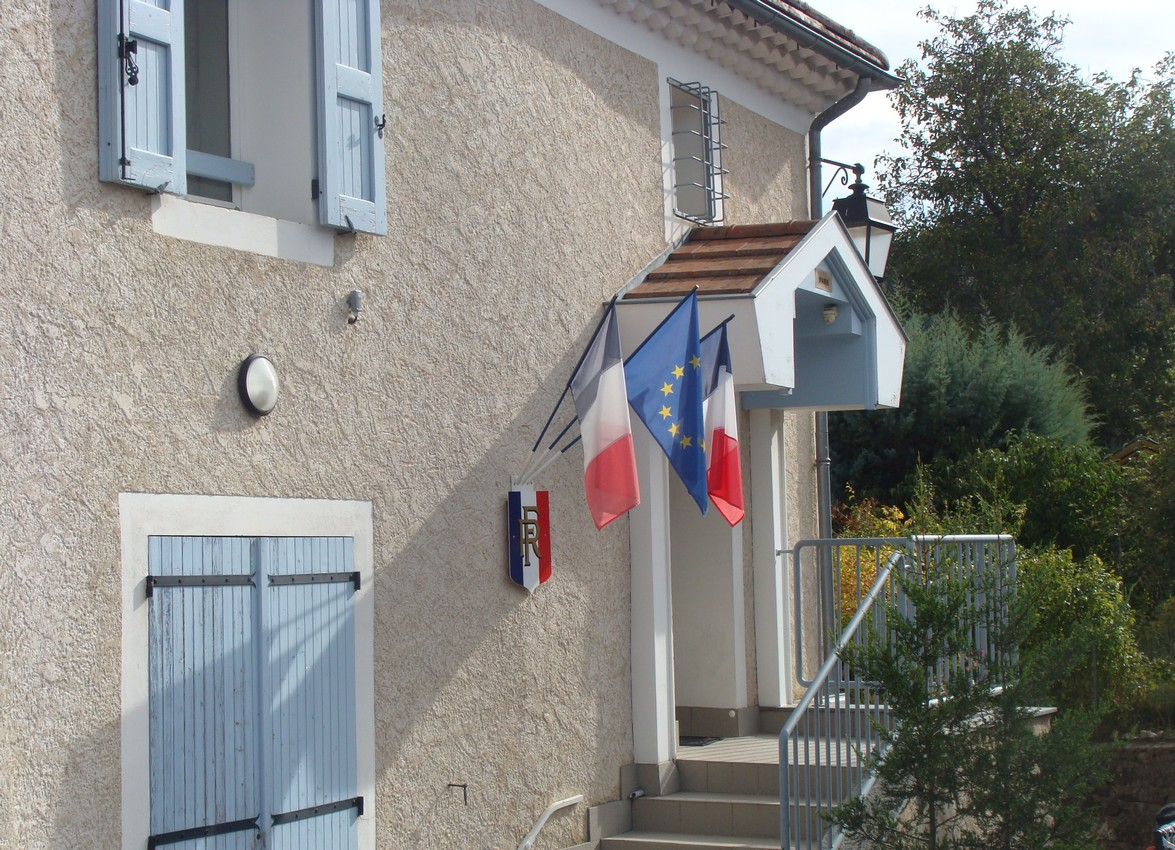
La mairie.
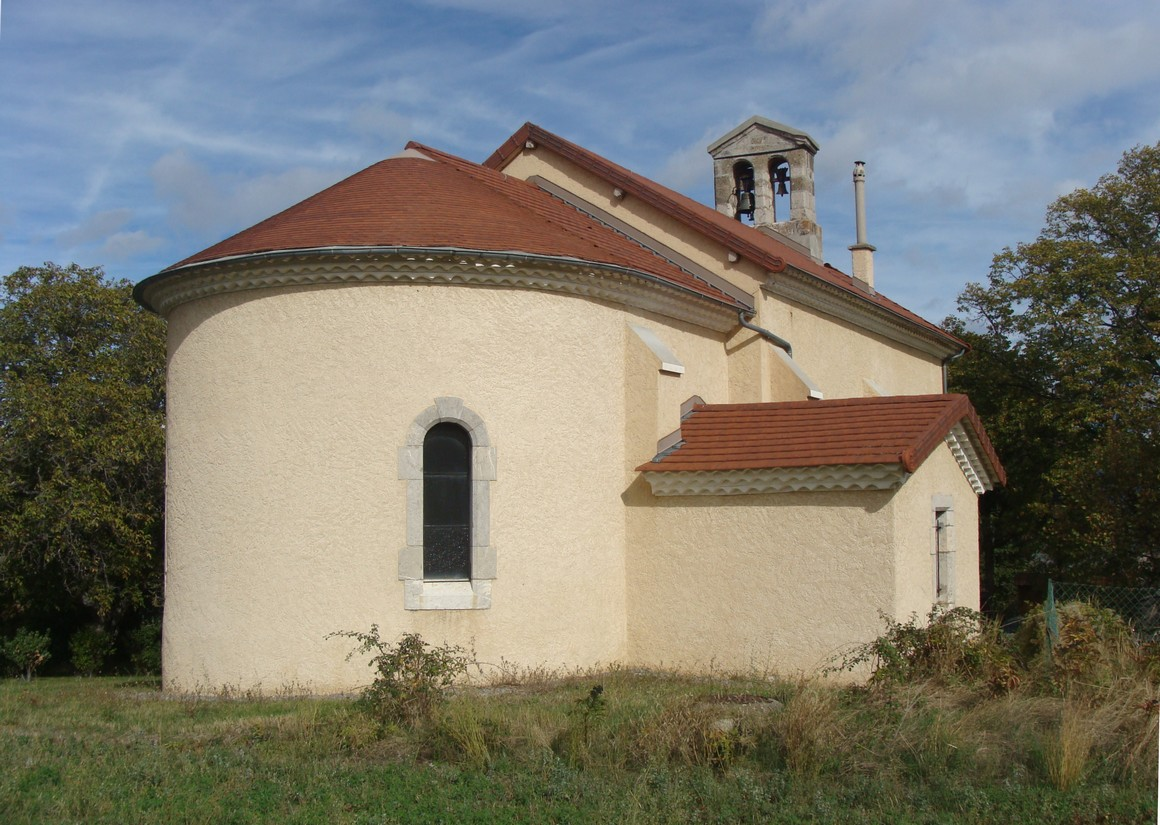
L'église.
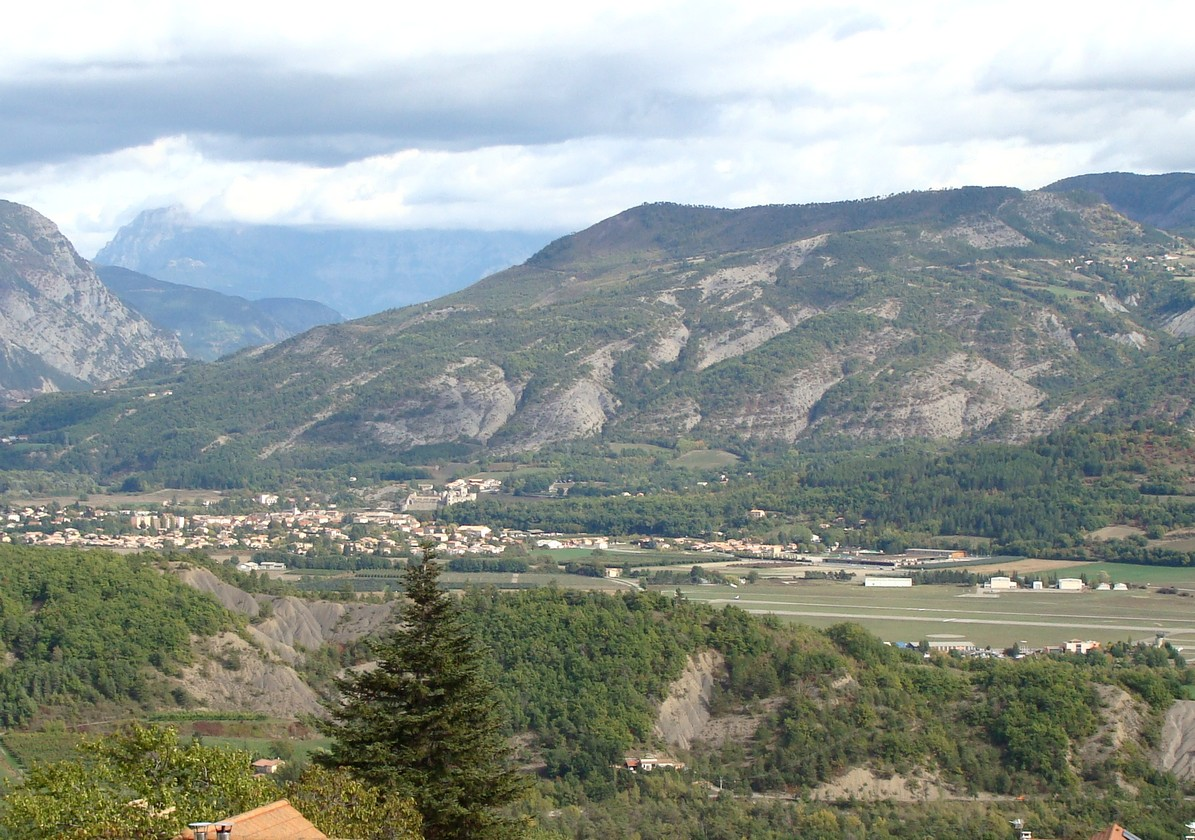
Vue sur la plaine de Tallard.

### Héraldique
| Blason de Fouillouse (Hautes-Alpes) | Blason  | D'azur à la croix d'argent cantonné au 1er et au 4e d'un lion d'or armé, lampassé et allumé de gueules, celui du 1er contourné ; au 2e d'une grappe de raisin d'argent feuillée d'or ; au 3e de deux clés d'argent passées en sautoir et liées d'or ; la croix chargée de deux mains dextres de gueules, l'une paumée à senestre, l'autre contre-paumée à dextre, les doigts pointés les uns vers les autres, le tout disposé en fasce. |
| Blason de Fouillouse (Hautes-Alpes) | Détails | Le statut officiel du blason reste à déterminer. |